# Daniel Hershkowitz
Daniel Hershkowitz (Hebreeuws: דניאל הרשקוביץ) (Haifa, 2 januari 1953) is een Israëlische wiskundige, rabbijn en politicus. Voor Het Joodse Huis was hij vertegenwoordigd in de Knesset en maakte hij als minister van Wetenschap en Technologie deel uit van het tweede kabinet van Benjamin Netanyahu.

## Levensloop
Hershkowitz behaalde diverse academische graden in de wiskunde aan het Technion in Haifa, aan welke technische universiteit hij sinds 1985 als wiskundige werkzaam is (sinds 1996 als hoogleraar).
Hij heeft verscheidene wetenschappelijke prijzen in de wacht gesleept en was van 2002 tot 2008 voorzitter van de International Linear Algebra Society.
Ook is hij rabbijn van de in Haifa gelegen wijk Ahuza.
Verder was hij van 2008 t/m 2012 partijvoorzitter van Het Joodse Huis, een in 2008 als opvolger van de Nationaal-Religieuze Partij opgerichte politieke partij van rechts-nationalistische en religieus-zionistische snit.
Daniel Hershkowitz is getrouwd en heeft vijf kinderen.

## Overzicht politieke loopbaan
- Partijvoorzitter van Het Joodse Huis:
  - 8 december 2008[1] - 2012
- Knessetlid:
  - 24 februari 2009 - 4 februari 2013 (18e Knesset)
- Voor zijn ministeriële functie, zie het sjabloon.

## Wetenschappelijke prijzen
- Landau Research Prize in Mathematics (1982)
- New England Academic Award for Excellence in Research (1990)
- Technion's Award for Excellence in Teaching (1990)
- Henri Gutwirth Award for Promotion of Research (1991)